# Jerzy Koch

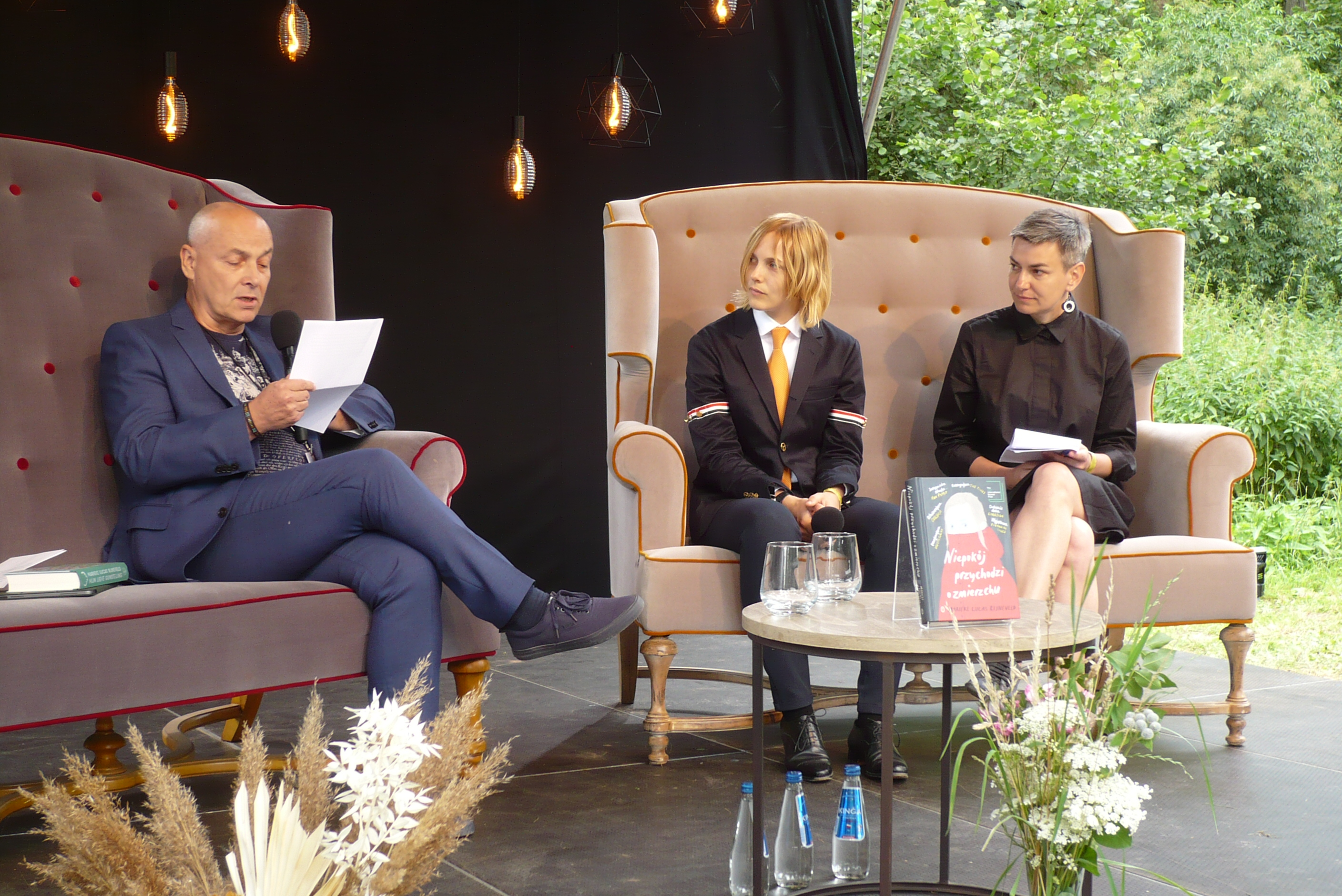
Jerzy Koch, Marieke Lucas Rijneveld, VIII Festiwal Góry Literatury (2022)

Jerzy Koch (ur. 23 kwietnia 1958 we Wrocławiu) – polski literaturoznawca, niderlandysta i germanista z wykształcenia, specjalizujący się w literaturze i języku afrikaans, literaturze kolonialnej, niderlandzkiej i południowoafrykańskiej. Profesor zwyczajny, doktor habilitowany nauk filologicznych. Tłumacz literatury niderlandzkiej i południowoafrykańskiej (afrikaans) na język polski. Autor kilku blogów podróżniczych.

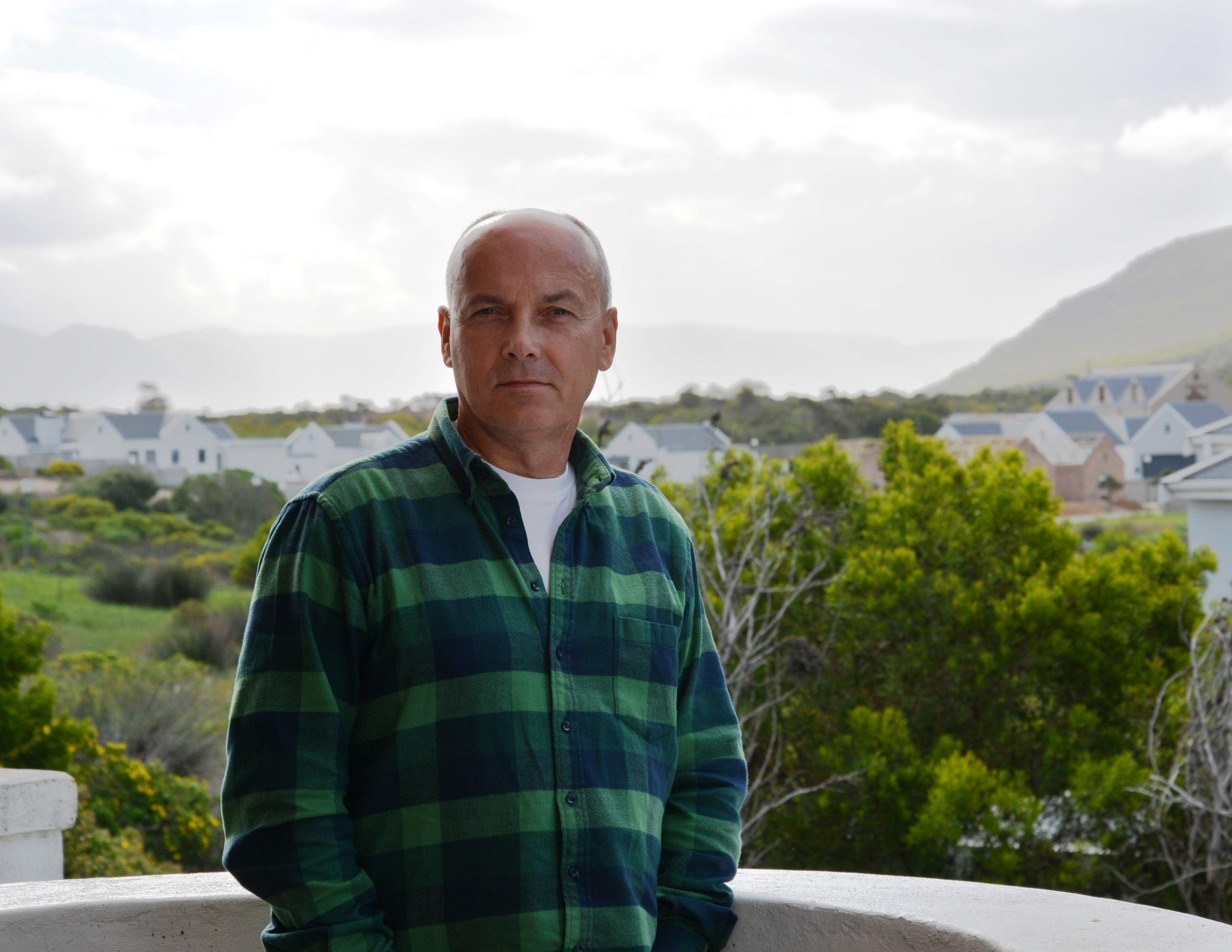
Jerzy Koch w Hermanus (RPA)

## Wykształcenie i zatrudnienia
Jest synem Jana Kocha i bratem Tomasza Kocha.
Jerzy Koch studiował filologię germańską o specjalności niderlandzkiej na Uniwersytecie Wrocławskim (1977–1982). Po studiach pracował w Archiwum Państwowym we Wrocławiu (1982–1984) jako archiwista, a następnie jako nauczyciel języka niemieckiego w XIII Liceum Ogólnokształcącym we Wrocławiu (1984–1985).
Od października 1985 roku był wykładowcą w Wyższej Szkole Sztuk Plastycznych we Wrocławiu (1985–1986), dziś Akademii Sztuk Pięknych im. Gepperta, a od listopada 1985 roku zatrudniono go na stanowisku asystenta w Zakładzie Języka Niemieckiego i Niderlandystyki w Instytucie Filologii Germańskiej na UWr. W latach 1985–2011 Koch związany był z Uniwersytetem Wrocławskim i tamtejszą Katedrą Filologii Niderlandzkiej. Tam w 2003 otrzymał stopień doktora habilitowanego. W 2005 otrzymał tytuł profesora nauk humanistycznych.
Od 1997 pracuje na Uniwersytecie im. A. Mickiewicza w Poznaniu, gdzie kieruje Zakładem Studiów Niderlandzkich i Południowoafrykańskich na Wydziale Anglistyki. Od 2001 jest tzw. badaczem stowarzyszonym (research fellow) Uniwersytetu Wolnego Państwa (Universiteit van die Vrystaat – University of the Free State) w Bloemfontein (Republika Południowej Afryki).

## Działalność naukowa
Jerzy Koch ma w swoim dorobku publikacje na temat współczesnej literatury niderlandzkiej, recepcji literatury niderlandzkiej w Polsce, transferu kulturowego i piśmiennictwa kolonialnego; pisał także o związkach Śląska z Niderlandami, literaturze austriackiej, ma w swoim dorobku również prace bibliograficzne. W okresie zatrudnienia w Uniwersytecie Wrocławskim w Katedrze Filologii Niderlandzkiej na Wydziale Filologicznym założył pracownię, a następnie Zakład Współczesnej Literatury Niderlandzkiej i Afrikaans i rozwijał badania z zakresu recepcji literatury, współczesnej i kolonialnej literatury holenderskiej i flamandzkiej.
W 1988 roku przebywał na stypendium Flamandzkiej Wspólnoty w Belgii (Vlaamse Gemeenschap) i w Lowanium (Leuven) prowadził badania na historią literatury niderlandzkiej. Po otrzymaniu stypendium doktoranckiego w Belgii przebywał rok w Leuven i w grudniu 1991 roku na Katolickim Uniwersytecie Lowańskim obronił doktorat o polskiej recepcji Eduarda Douwes Dekkera (Multatulego, 1820-1887). Dwukrotnie, w latach 1993–1994 oraz 2007–2008, był stypendystą Królewskiej Holenderskiej Akademii Nauk (KNAW, Koninklijke Nederlandse Akademie van Wetenschappen) w prestiżowym ośrodku Netherlands Institute for Advanced Study in the Humanities and Social Sciences (NIAS) w nadmorskim Wassenaar w Holandii. W latach 90. kilkakrotnie korzystał też ze stypendiów naukowych Flamandzkiej Wspólnoty w Belgii (Vlaamse Gemeenschap), był też tłumaczem-rezydentem w domach tłumaczy (Vertalershuis) w Lowanium, Amsterdamie i Antwerpii.
Aktualnie (od 1997) pracuje na Uniwersytecie im. A. Mickiewicza w Poznaniu, gdzie kieruje utworzonym przez siebie Zakładem Studiów Niderlandzkich i Południowoafrykańskich na Wydziale Anglistyki. Od 2001 jest w University of the Free Statejest tzw. badaczem stowarzyszonym (research fellow) Uniwersytetu Wolnego Państwa (Universiteit van die Vrystaat – University of the Free State)

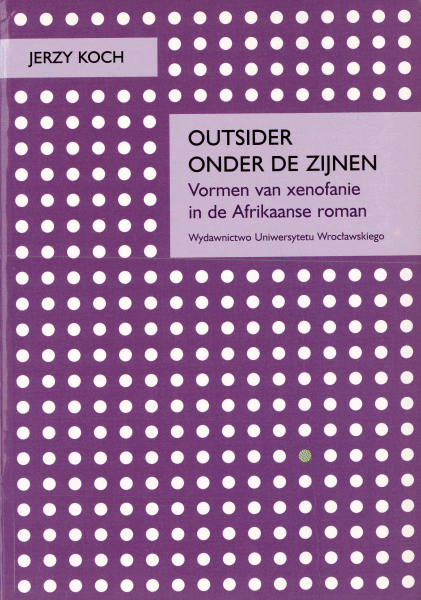
Outsider onder de zijnen (2002)

w Bloemfontein (Republika Południowej Afryki).

## Działalność przekładowa
Działalność przekładową J. Koch rozpoczął w okresie studiów, publikując pierwsze tłumaczenia z języka niemieckiego i niderlandzkiego we wrocławskim miesięczniku „Sigma”.
Od połowy lat 80. współpracował z Kłodzkim Klubem Literackim przy Kłodzkim Ośrodku Kultury kierowanym przez Bogusława Michnika, współorganizując Wieczory Kultury Niderlandzkiej i wydając tomiki wierszy nieznanych w Polsce poetów z Niderlandów. W ten sposób swoje polskie wybory wierszy otrzymali poeci i poetki z Holandii, Belgii, a także Republiki Południowej Afryki: Guy van Hoof (1985), Gerrit Kouwenaar (1986), J. Bernlef (1987), Herman de Coninck (1989), Hugo Claus (1990 i 1996), Miriam Van hee (1992), Ingrid Jonker (1993), Leonard Nolens (1994). Kłodzkim imprezom, oprócz wystaw plastycznych, odczytów czy koncertów, które miały związek z kulturą niderlandzką, towarzyszył na ogół wieczór autorski danego poety czy poetki.
Jednocześnie, we współpracy z Andrzejem Dąbrówką i Krzysztofem Karaskiem, Koch przygotował w serii Humanum Est Wydawnictwa Literackiego wybór wierszy Luceberta (1986). Od końca lat 80. i w latach 90. J. Koch publikował też przekłady rozproszone, nierzadko w blokach lub numerach tematycznych, m.in. w „Literaturze na Świecie”, „Opolu. Miesięczniku społeczno-kulturalnym” czy „Piśmie literacko-artystycznym”.
Na początku lat 90. zainicjował i redagował Bibliotekę Poezji Niderlandzkiej, wydawaną przy wsparciu holenderskiej fundacji Stichting Universiteit Wrocław oraz Oficyny Wydawniczej „Leopoldinum” Fundacji dla Uniwersytetu Wrocławskiego. Ukazały się wówczas tomy poezji Hannie Rouweleer (1990), J. Bernlefa (1991), Joba Degenaara (1991), Paula Rodenki (1992) oraz Fernanda Florizoona (1994). Swoje przekłady Koch opatrywał zawsze wstępami lub posłowiami, które przybliżały mało znaną literaturę Kraju Nizin. Wydał też w tym okresie przekłady powieści: Karela Verleyena (1987), Felixa Timmermansa (1989), Jana de Zangera (1990), Eduarda Douwesa Dekkera (ps. Multatulego, 1994), Harry’ego Mulischa,(2001, wyd. drugie 2012) i in.
Przełożył też inne książki, jak Niderlandy. Historia Północnych i Południowych Niderlandów, autorstwa J. A. Kossman-Putto oraz E. H. Kossman, wydane przez Stichting „Ons Erfdeel” (1996), oraz tłumaczył i koordynował pracę zespołu tłumaczek, w skład którego wchodziły: Bożena Czarnecka, Alicja Oczko, Anita Frank, Marzanna Jóźwiak-Kotynia i Barbara Irena Kalla, przygotowujących wydanie książki Lucii Thijssen pt. Polska i Niderlandy: 1000 lat kontaktów (Walburg Pers: Zutphen 1997, wyd. drugie 2003).
Po przerwie związanej z pracą naukową oraz aktywnością akademicką Koch wrócił do przekładów literackich, tłumacząc najpierw na zlecenie holenderskich i flamandzkich fundacji wiersze flamandzkich i holenderskich autorów i autorek (np. dla Towarzystwa Miast Partnerskich Torunia wiersz-mural Hendrika Marsmana, dla projektu Wiersze w Metrze utwór Miriam Van hee, a dla projektu Wiersze w Mieście utwory Hugona Clausa, Geerta van Instendaela, Miriam Van hee) oraz opowiadania (np. dla citybooks utwór Mauro Pawłowskiego). W ostatnich latach opublikował wybory poezji Flamanda Stefana Hertmansa (2016, wspólnie ze Sławomirem Paszkietem) oraz przełożył sztukę Hertmansa Antygona w Molenbeek (wyst. pol. Poznań 2018, Warszawa 2019); ukazały się też w jego przekładzie wybory wierszy poetów południowoafrykańskich piszących w języku afrikaans Antjie Krog (2017) oraz Breytena Breytenbacha (2018).

## Przynależność do stowarzyszeń
J. Koch jest członkiem szeregu stowarzyszeń i organizacji zagranicznych, np. Internationale Vereniging voor Neerlandistiek – Międzynarodowego Stowarzyszenia Niderlandystycznego, PEN Afrikaans – południowoafrykańskiego oddziału PEN International, Maatschappij der Nederlandse Letterkunde – Stowarzyszenia Literatury Niderlandzkiej. W Polsce jest członkiem m.in. Stowarzyszenia Pisarzy Polskich oraz Stowarzyszenia Tłumaczy Literatury.

## Wyróżnienia
Koch jest pierwszym Polakiem, a zarazem pierwszym cudzoziemcem będącym od 2005 roku pełnoprawnym członkiem Południowoafrykańskiej Akademii Nauk i Sztuk.
Jest też od 2012 roku członkiem Akademii Europejskiej (Academia Europaea).
W 2019 roku zaliczono go do prestiżowego grona 100 naukowców z Wielkopolski z okazji 100-lecia Uniwersytetu Poznańskiego.

## Publikacje książkowe
- Niderlandzki. Język dwudziestu milionów Holendrów i Flamandów, [współautor Omer Vandenputte] Stichting „Ons Erfdeel”, Rekkem 1992, wyd. drugie 1995.
- Multatuli (1820–1887) w Polsce: próba historycznoliterackiej analizy przebiegu recepcji na przełomie XIX i XX wieku, Wydawnictwo Uniwersytetu Wrocławskiego, Wrocław 2000[26].
- Outsider onder de zijnen. Vormen van xenofanie in de Afrikaanse roman, Wydawnictwo Uniwersytetu Wrocławskiego, Wrocław 2002[27].
- Historia literatury południowoafrykańskiej. Literatura afrikaans (XVII-XIX wiek), Wydawnictwo Akademickie Dialog, Warszawa 2004[28].
- „Wenus Hotentocka”[29] i inne rozprawy o literaturze południowoafrykańskiej, Wydawnictwo Akademickie Dialog, Warszawa 2008.
- Afrikaans. Een drieluik, [współredaktorzy Hans den Besten, Frans Hinskens] Stichting Neerlandistiek VU, Amsterdam & Nodus Publikationen, Münster 2009.
- Van koloniale naar wereldliteratuur?, [współredaktor Ewa Dynarowicz] Vakgroep Nederlandse en Zuid-Afrikaanse Studies IFA UAM, Poznań 2008[30].
- Akten des XII. Internationalen Germanistenkongresses Warschau 2010. Vielheit und Einheit der Germanistik weltweit. Band 3: Jiddische Sprache und Literatur, Luxemburgistik, Niederländische Sprach- und Literaturwissenschaft mit besonderer Berücksichtigung des Afrikaans, Oudere Nederlandse Letterkunde (Ältere Niederländische Literatur), [współredaktorzy F. Grucza, S. Neuberg. C.D. Conter] Peter Lang Verlag, Frankfurt am Main 2012.
- Historia literatury południowoafrykańskiej: Literatura afrikaans (okres usamodzielnienia 1900–1930), Wydawnictwo Akademickie Dialog, Warszawa 2013[31].
- „Werkwinkel. Journal of Low Countries and South African Studies” (red. naczelny), Zakład Studiów Niderlandzkich i Południowoafrykańskich, Wydział Anglistyki, Uniwersytet im. Adama Mickiewicza, Poznań[32][32][33].
- A History of South African Literature: Afrikaans Literature. Part One: From the 17th to the 19th Century[34]. Tłum. D. Ferens, Van Schaik, Pretoria 2015.

## Nagrody i wyróżnienia
- druga nagroda w konkursie na esej o Eduardzie Douwes-Dekkerze (ps. Multatuli), Amsterdam, 1991
- Wielkie Wyróżnienie (Grote Onderscheiding) za rozprawę doktorską obronioną na Katolickim Uniwersytecie w Lowanium (Katholieke Universiteit Leuven), Lowanium, 1991
- nagroda im. M. Nijhoffa (Martinus Nijhoffprijs(inne języki)) za całokształt dorobku tłumaczeniowego, Amsterdam, 1995
- nagroda naukowa Ministra Edukacji Narodowej i Sportu za książkę Outsider onder de zijnen. Vormen van xenofanie in de Afrikaanse roman (2002), Warszawa 2003
- nagroda naukowa Ministra Edukacji Narodowej i Sportu za książkę Historia literatury południowoafrykańskiej. Literatura afrikaans XVII-XIX wiek (2004), Warszawa 2005
- nagroda Ministerstwa Spraw Zagranicznych Królestwa Holandii za propagowanie kultury niderlandzkiej w Polsce, Haga-Amsterdam, 2009[35]
- nagroda Neerlandia im. Hermana Vissera (ANV-Visser Neerlandia-prijs(inne języki)) „za osobisty wkład w rozwój kultury niderlandzkiej za granicą”, Utrecht, 2009
- belgijski Order Oficerski Leopolda I (Leopoldsorde), 2010
- nominacja do Nagrody Literackiej Gdynia 2022 w kategorii przekład na język polski za Niepokój przychodzi o zmierzchu (autorka oryginału: Marieke Lucas Rijneveld)[36]
- Nagroda Literacka Gdynia 2023

## Przekłady książkowe
- Guy van Hoof, Uskok, [wybór wierszy], Witryna Artystów, Kłodzko 1985.
- Gerrit Kouwenaar, Carte parlante, [wybór wierszy], Witryna Artystów, Kłodzko 1986.
- Lucebert, Szkoła amsterdamska, [wybór wierszy, współautorzy Andrzej Dąbrówka, Krzysztof Karasek], Wydawnictwo Literackie, Kraków 1986.
- Willem M. Roggeman, Fatamorgana we Flandrii, [wybór wierszy], Witryna Artystów, Kłodzko 1987.
- Karel Verleyen, Wróg bez twarzy, [powieść, Vijand zonder gezicht, 1982], Nasza Księgarnia, Warszawa 1987.
- J. Bernlef, Martwa natura z morszczynem, [wybór wierszy], Witryna Artystów, Kłodzko 1988.
- Herman de Coninck, Hotel Eden, [wybór wierszy], Witryna Artystów, Kłodzko 1989.
- Felix Timmermans, Psalm flamandzki, [powieść; Boerenpsalm, 1935], Ludowa Spółdzielnia Wydawnicza, Warszawa 1989.
- Jan de Zanger, Ben nie żyje, [powieść; Ben is dood, 1981], Wydawnictwo „Śląsk”, s. 136.
- Hannie Rouweleer, Szeptem, [wybór wierszy], Fundacja dla Uniwersytetu Wrocławskiego, Wrocław 1990.
- Hugo Claus, Wiersze z Oostakker, [wiersze; Oostakkerse gedichten, 1955], Witryna Artystów, Kłodzko 1990.
- J. Bernlef, Golden delicious, [wybór wierszy], „Leopoldinum” Oficyna Wydawnicza Fundacji dla Uniwersytetu Wrocławskiego, Wrocław 1991.
- Job Degenaar, Linia przypływu, [wybór wierszy], „Leopoldinum” Oficyna Wydawnicza Fundacji dla Uniwersytetu Wrocławskiego, Wrocław 1991.
- Miriam Van hee, Komunikacja miejska, [wybór wierszy], Witryna Artystów, Kłodzko 1992.
- Paul Rodenko, Mała haska suita, [wybór wierszy], Leopoldinum, Wrocław 1992.
- Ingrid Jonker, Tęsknota za Kapsztadem, [wybór wierszy], Witryna Artystów, Kłodzko 1993.
- Multatuli [właśc. Eduard Douwes Dekker], Maks Havelaar, czyli aukcje kawy Holenderskiego Towarzystwa Handlowego, [powieść; Max Havelaar of de koffiveilingen der Nederlandse Handelmaatschappij, 1860], Zakład Narodowy Imienia Ossolińskich, Biblioteka Narodowa, Seria II, No 236, Wrocław 1994.
- Leonard Nolens, Słowo jest uczciwym znalazcą, [wybór wierszy], Witryna Artystów, Kłodzko 1994.
- Fernand Florizoone, Źródła Izery, [wybór wierszy], Leopoldinum, Wrocław 1994.
- Hugo Claus, Mały łagodny, okrutny kat. Wiersze z lat 1948–1963, [wybór wierszy], Witryna Artystów, Kłodzko 1996.
- J.A. Kossman-Putto, E. H. Kossman, Niderlandy. Historia Północnych i Południowych Niderlandów, Stichting „Ons Erfdeel”, Rekkem 1996.
- Lucia Thijssen, Polska i Niderlandy: 1000 lat kontaktów, [współautor], Walburg Pers, Zutphen 1997; wyd. drugie 2003.
- Harry Mulisch, Procedura, [powieść; De Procedure, 1998] WAB: Warszawa 2001, 2012.
- Stefan Hertmans[37], Krajobraz według Carpaccia[38], [wybór wierszy; współautor Sławomir Paszkiet], Marginesy: Warszawa 2016.
- Antjie Krog(inne języki), Ciało ograbione[39], [wybór wierszy], Wydawnictwo Literackie: Kraków 2017.
- Breyten Breytenbach, Ciało wędrowne (Sermones ad Mortuos)[40], [wybór wierszy], Wydawnictwo a5: Kraków 2018.
- Marieke Lucas Rijneveld, Niepokój przychodzi o zmierzchu, [powieść], Wydawnictwo Literackie: Kraków 2021.
- Marieke Lucas Rijneveld, Mój mały zwierzaku, [powieść], Wydawnictwo Literackie: Kraków 2022.
- Dola de Jong, Strażniczka domu, [powieść], ArtRage: Warszawa 2023.

## Blogi podróżnicze
Antyle Holenderskie 2014/2015, 2017 – blog o podróżach na Antyle Holenderskie i osobistych wrażeniach, o zajęciach dla tamtejszych studentów i publicznych wykładach, o tym, co egzotyczne, i tym, co swojskie, choć dalekie.
Antwerpia 2014, 2015 – blog o pobytach w Domu Tłumacza w Antwerpii.
Amsterdam 2016, 2017, 2018 – blog o pobytach w amsterdamskim Domu Tłumacza.
Utrecht 2015 – blog o pobycie w Utrechcie.
Έξοδος – Exodos – blog o pobycie w Grecji.
Surinam 2019 – blog o podróży do Surinamu, dawnej Gujany Holenderskiej.